# Leucania algirica
Leucania algirica là một loài bướm đêm trong họ Noctuidae.